# Талі води

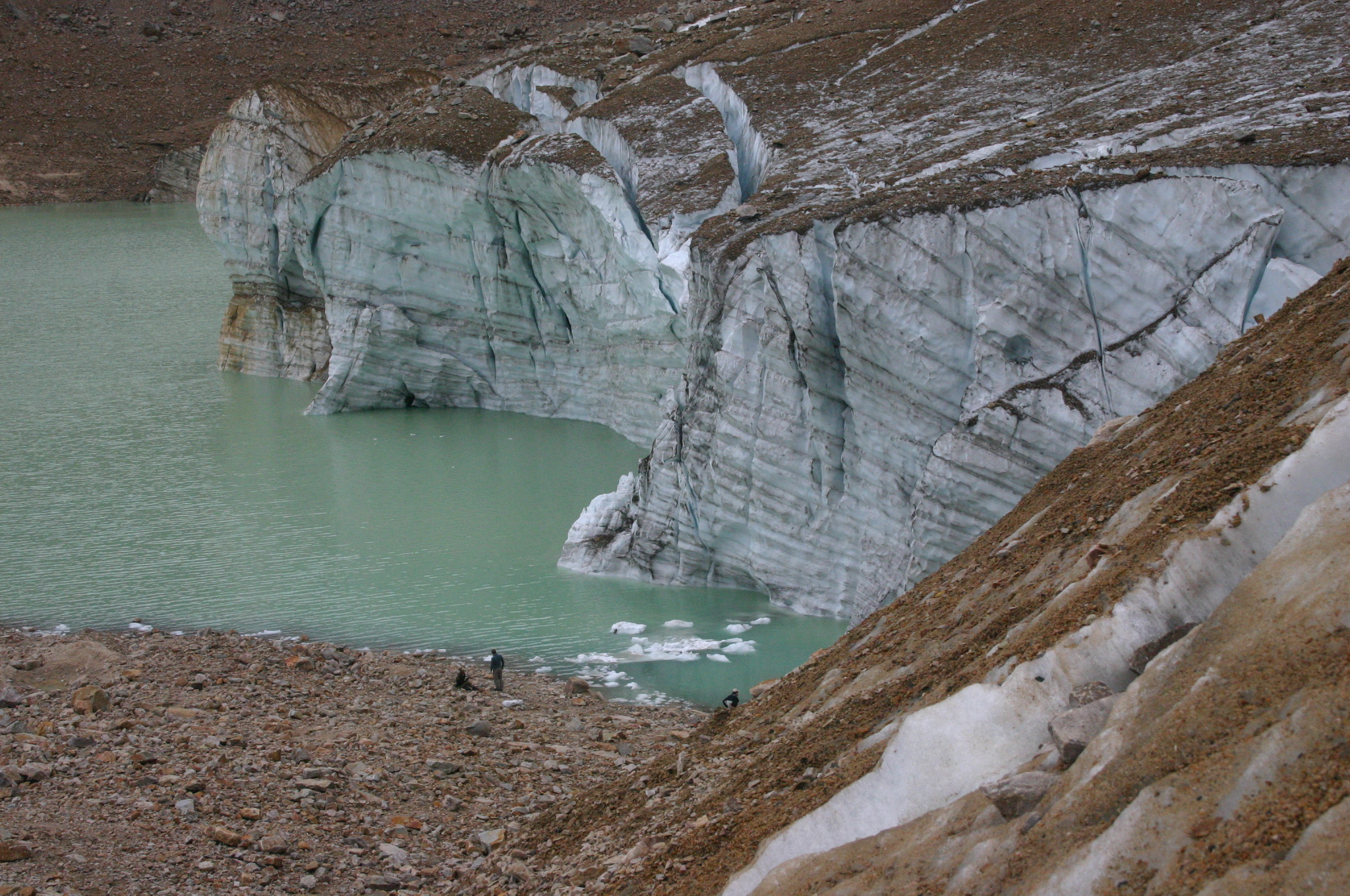
Талі води з льодовика гори Маунт Едіт Кевелл

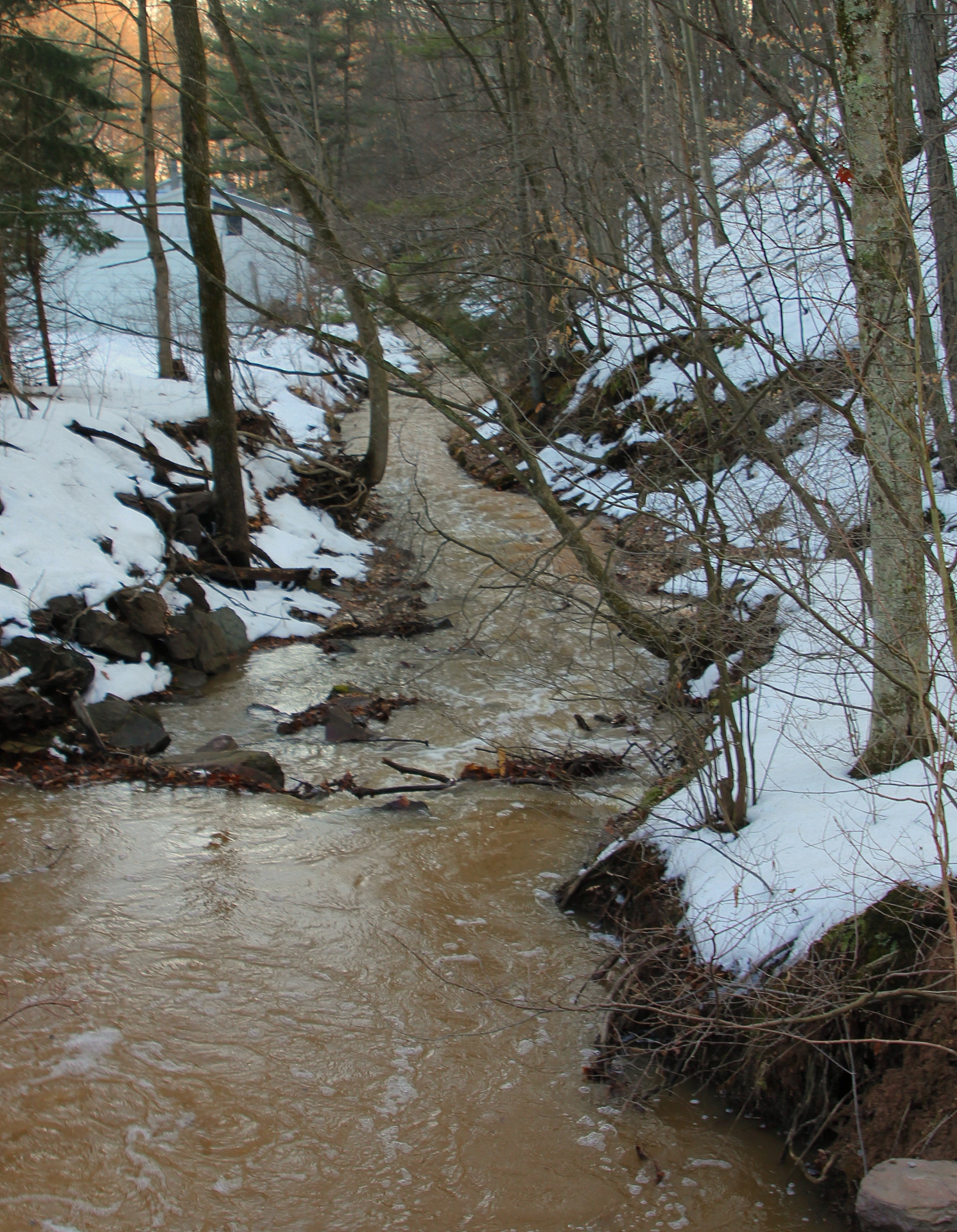
Талі води ранньої весни у струмку в Пенсильванії

Талі води — це води, що вивільняються внаслідок танення снігу або льоду, включно з льодовиковим льодом, пласкими айсбергами та шельфовими льодовиками посеред океанів. Талі води часто спостерігають у зонах абляції льодовиків, де зменшується рівень снігового покрову.
Коли талі води не течуть, а накопичуються у водойми, вони формують талі ставки. Часто зі зміною погоди у бік похолодання ці ставки замерзають знову. Також талі води можуть збиратись чи танути під поверхнею льоду. Такі ставки відомі як підльодовикові озера та можуть формуватись під впливом геотермального тепла й тертя.

## Джерело води
Талі води є джерелом питної води для великої частки світового населення; їх також використовують для іригації та живлення гідроелектростанцій. Деякі міста мають великі озера, що накопичують талі снігові води як доповнення до водопостачання. Серед таких міст є Мельбурн, Канберра, Лос-Анджелес, Лас-Вегас та ін.

## Талі льодовикові води

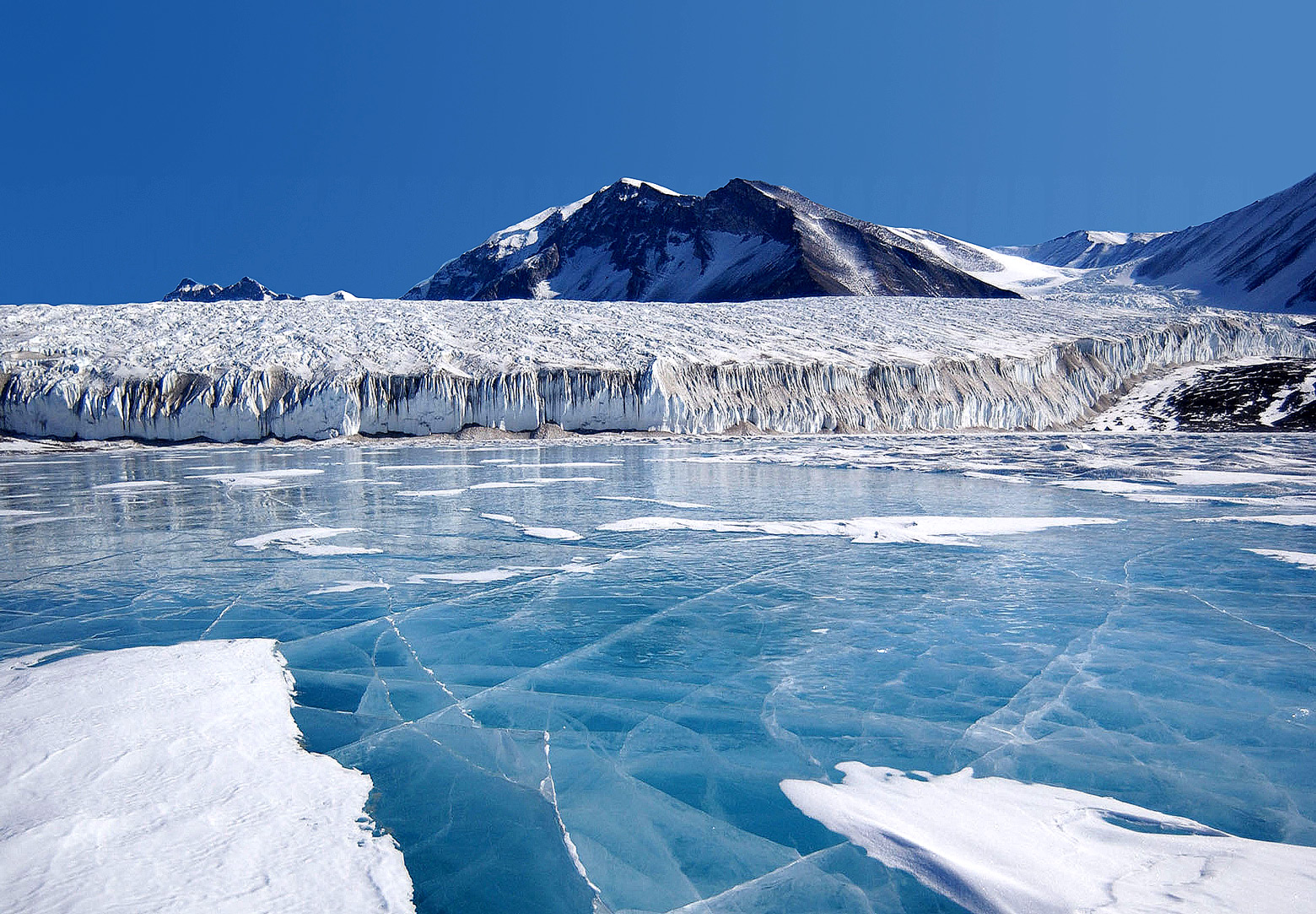
Перезаморожені талі льодовикові води з льодовика Канада, що в Антарктиці.

Талі льодовикові води надходять з льодовиків, що спадають. Часто можуть виникати цілі річки, що протікають крізь льодовики у озера. Такі кришталево блакитні озера отримують свій колір від так званої "каменевої муки" — відкладу, що переносився річками до озер. Цей віклад утворюється внаслідок тертя каменів під льодовиком. Далі цей дрібний порошок спливає на поверхню води, вбирає й розносить різноманітні кольори сонячного світла, формуючи молочно-бірюзовий вигляд.

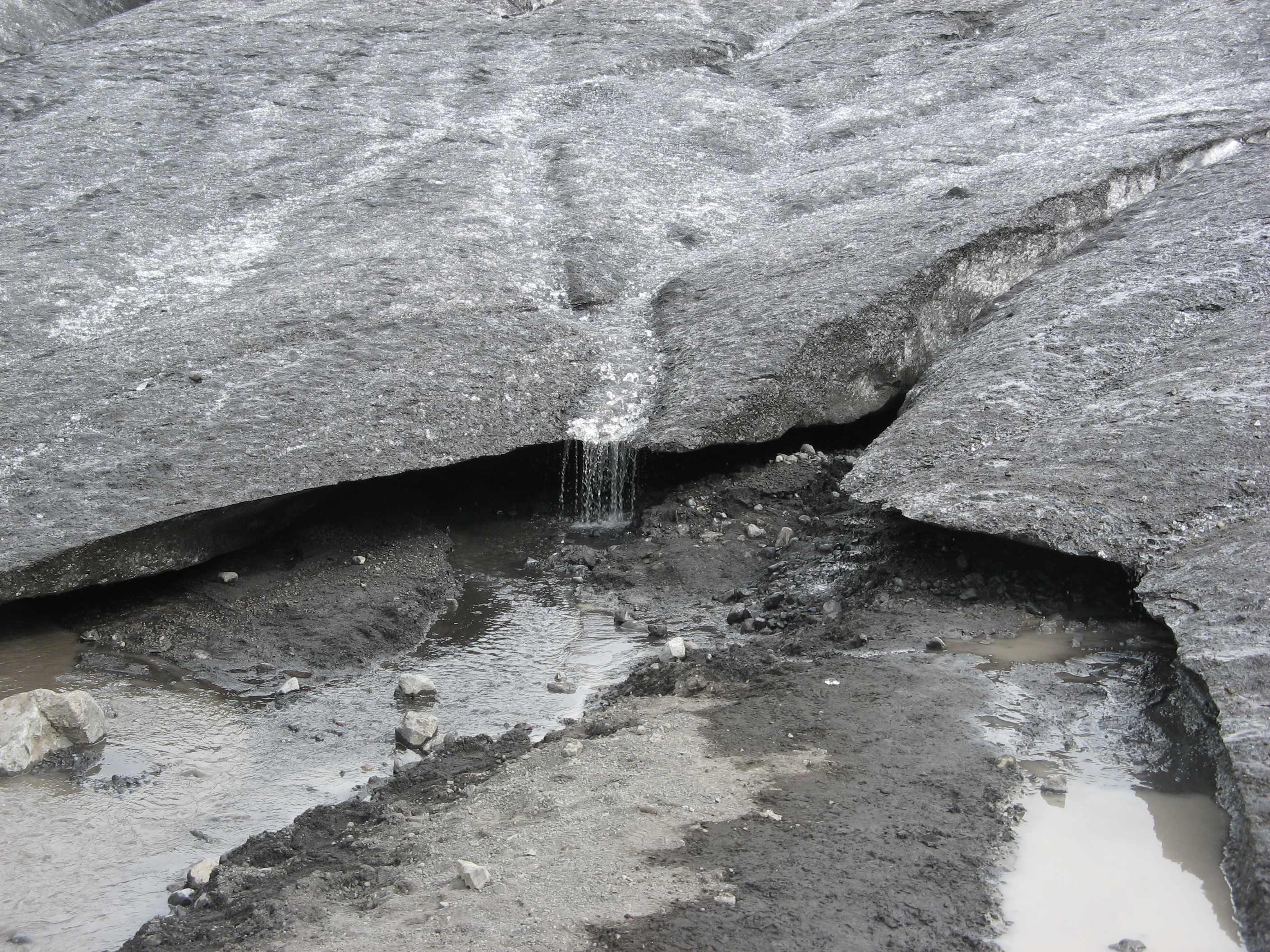
Талі води льодовика Скафтафетлсьокуль (Ісландія)

Талі води також відіграють роль мастила у базальному ковзанні льодовиків. Згідно з даними GPS у дослідженні руху льоду, найбільшим льодовиковий рух є влітку, коли рівень талих вод є найвищим.

## Стрімкі зміни
Талі води можуть бути ознакою різкої зміни клімату. Також вони можуть дестабілізувати льодовикові озера, що може призводити до раптових повеней, та сніги, що може стати причиною сходження лавин. 

### Глобальне потепління
У звіті, опублікованому в червні 2007 року, Програма ООН з навколишнього середовища оцінила, що глобальне потепління може повпливати на близько 40% населення планети внаслідок втрати льодовиків, снігу та пов'язаних з ними талими водами в Азії. 